# 里恩茨河

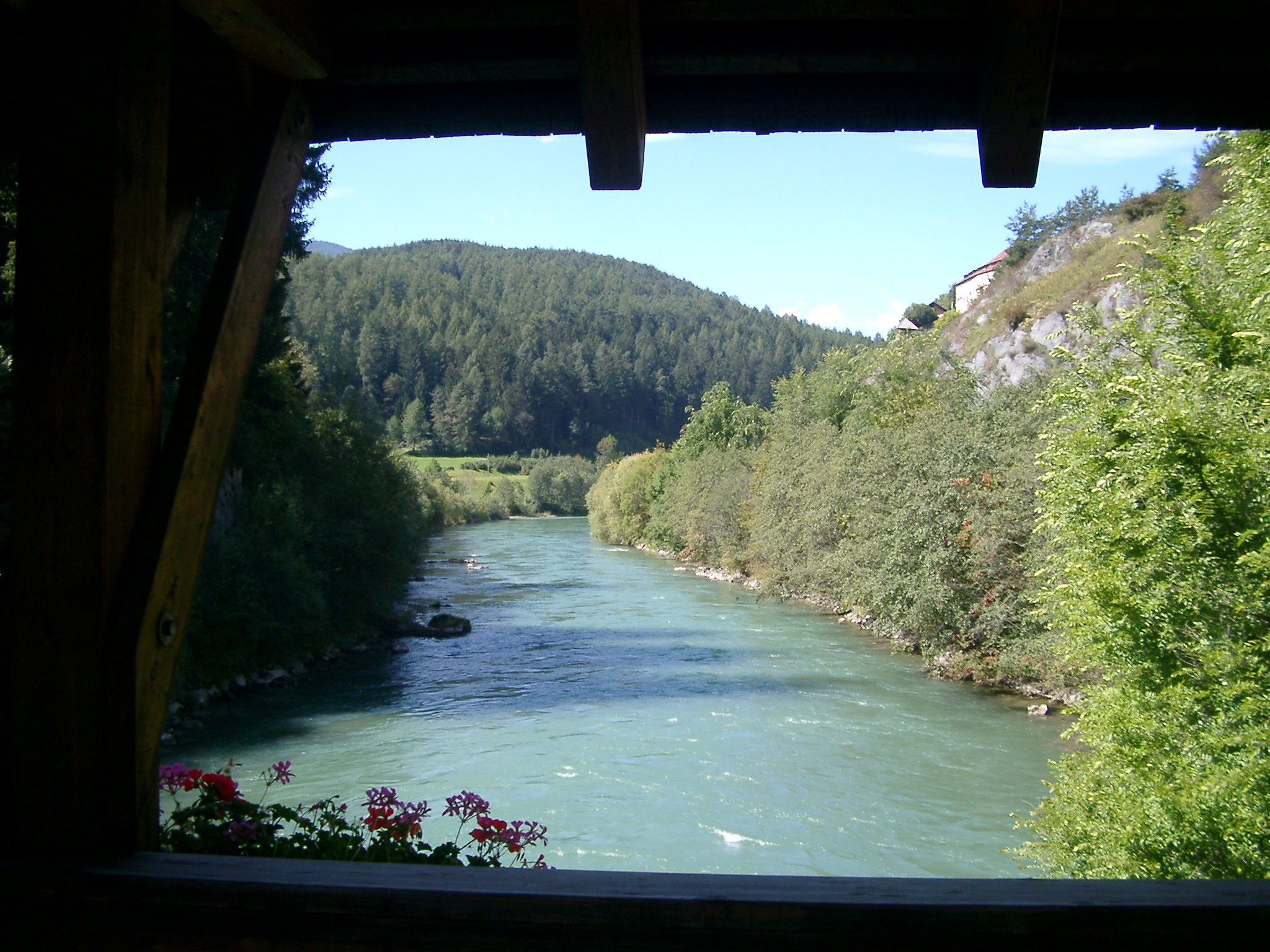

里恩茨河（德語：Rienz，發音：[ˈriːɛnts] ⓘ），又称里恩扎河（義大利語：Rienza，發音：[riˈɛntsa]），是意大利的河流，位於該國東北部波爾扎諾自治省，河道全長約80公里，流域面積2,143平方公里，發源自多洛米蒂山脈的多比亞科。

## 外部連結
- Information about the Rienz in German （页面存档备份，存于） and Italian （页面存档备份，存于）.

46°38′03″N 12°17′55″E / 46.63417°N 12.29861°E